# سلطان‌علی سبز مشهدی
سلطان‌علی سبز مشهدی از خوشنویسان و نستعلیق‌نویسان سده نهم و اوایل سده دهم هجری است. او را از شاگردان بی‌واسطه سلطان‌علی مشهدی و یکی از بهترین آن‌ها دانسته‌اند. مولانا مالک دیلمی او را شاگرد اظهر تبریزی ذکر کرده‌است.